# Harold James
Harold James, né le 19 janvier 1956 à Bedford au Royaume-Uni, est un historien britannique spécialisé dans l'histoire allemande et l'histoire économique européenne. Auteur d'un grand nombre de publications sur ces sujets, il est professeur d'histoire à l'Université de Princeton et professeur de politique internationale à la Woodrow Wilson School of Public and International Affairs de Princeton.

## Biographie
Harold James est né en Grande-Bretagne. Il a fréquenté la Perse School de Cambridge, puis étudié au Gonville and Caius College. Il passe son doctorat au collège Peterhouse en 1982. À l'Université de Cambridge, il reçoit le prix Ellen MacArthur d'histoire économique. Il enseigne à Princeton depuis 1986. En 1998-1999, il est chargé de recherche au Collège historique de Munich. En 2004, il reçoit le prix Helmut Schmidt d'histoire économique de l'Institut historique allemand de Washington (en). L'Université de Lucerne lui décerne un doctorat honorifique en 2013. Il est rédacteur en chef adjoint de la revue World Politics et président du conseil académique de l'Association européenne d'histoire bancaire et financière. Il est considéré comme « l'un des historiens économiques les plus importants de notre temps ».
James parle couramment l'allemand ; sa mère est originaire du nord de l'Allemagne. Il est marié à Marzenna Kowalik (née en 1964), politologue spécialisée dans les relations économiques soviéto-polonaises ; ils ont trois enfants. Marzenna James est chargée de cours au Department of Politics de l'Université de Princeton.

## Histoire allemande
Au début de sa carrière, James s'est concentré sur l'histoire allemande moderne, en particulier l'histoire économique et financière de l'entre-deux-guerres. Ses contributions les plus notables incluent une étude de la Deutsche Bank, un examen du rôle de la Reichsbank dans l'expropriation des biens juifs à l'époque nazie et une étude de l'identité allemande. James met l'accent sur le rôle d'une « identité économique » dans le développement d'une identité allemande commune au XIXe siècle.

## Mondialisation
Harold James a récemment traité longuement des conséquences économiques de la mondialisation et a accordé une valeur particulière à la comparaison avec les tentatives antérieures de mondialisation qui ont conduit à la Grande Dépression (à partir de 1929). James insiste sur le caractère « global » de cette crise d'origine américaine. Il examine également les problèmes actuels de la mondialisation dans le contexte des développements économiques à plus long terme, dans lesquels les guerres mondiales et la crise économique mondiale ont représenté des interruptions. Il attribue une fonction stabilisatrice importante aux entreprises familiales dans les phases de défaillance du marché et de perte de la fonction régulatrice de l'État. Le rôle des entreprises familiales est plus prononcé en Europe, en proie aux guerres, aux révolutions et à l'inflation, qu'aux États-Unis, par exemple.

## Œuvres (sélection)
en tant qu'auteur
- Reichsbank and Public Finance in Germany, 1924–1933. A study of the politics of economics during the great depression. Knapp Verlag, Frankfurt/M. 1985.
- The German slump. Oxford University Press, 1986.
- A German identity. Routledge 1989.
- When the Wall Came Down. Reactions of German unification. Routledge, New York 1992.
- Vom Historikerstreit zum Historikerschweigen. Die Wiedergeburt des Nationalstaates. Siedler, Berlin 1993.
- International Monetary Cooperation Since Bretton Woods. Oxford University Press, New York 1996.
- Rambouillet, 15. November 1975. Die Globalisierung der Wirtschaft. dtv, Munich, 1997.
- Monetary and Fiscal Unification in Nineteenth Century Germany (= Essays in international finance. Bd. 202). University Press, Princeton, N.J. 1997.
- avec Carl-Ludwig Holtfrerich et Manfred Pohl: Requiem auf eine Währung. Die Mark, 1873–2001. DVA, Stuttgart, 2001.
- Verbandspolitik im Nationalsozialismus. Von der Interessenvertretung zur Wirtschaftsgruppe. Piper, Munich, 2001.
- The Deutsche Bank and the Nazi economic war against the Jews. 2001.
- Interwar Depression in an International Context. Oldenbourg Verlag, Munich, 2002.
- Die Deutsche Bank im Dritten Reich. Beck, Munich, 2003.
- The end of globalization. 2001.
- Europe reborn. 2003.
- Nazi Dictatorship and the Deutsche Bank. Cambridge University Press, Cambridge, 2004.
- Family capitalism. Wendels, Haniels, Falcks, and the Continental European Model. Belknap Press, 2006.
- The Roman Predicament. How the Rules of International Order Create the Politics of Empire. Princeton University Press, Princeton (N.J.) 2008.
- Krupp. Deutsche Legende und globales Unternehmen. Beck, Munich, 2011.
- Making the European Monetary Union, avec un préambule de Mario Draghi. Harvard University Press, Cambridge (Massachusetts), USA, 2012.
- avec Markus Brunnermeier et Jean-Pierre Landau : Euro: der Kampf der Wirtschaftskulturen.  C.H. Beck, Munich, 2018, (traduction de The Euro and the Battle of Ideas. Princeton University Press, Princeton, 2016).
- The War of Words: A Glossary of Globalization. Yale University Press, New Haven, 2021.
- Seven Crashes: The Economic Crises That Shaped Globalization. Yale University Press, New Haven, 2023.

en tant qu'éditeur
- avec Christoph Buchheim: Zerrissene Zwischenkriegszeit. Wissenschaftshistorische Beiträge. Knut Borchardt zum 65. Geburtstag. Nomos VG, Baden-Baden, 1994.
- avec Christian Leitz: Third Reich. The Essential Readings. Blackwell, Oxford, 1999.
- avec Jakob Tanner: Enterprise in the Period of Fascism in Europe. Ashgate Publ. Aldershot 2002.
- Role of Banks in the Interwar Economy. Cambridge University Press, Cambridge, 2002.
- The Interwar Depression in an International Context (= Schriften des Historischen Kollegs. Kolloquien 51). Munich, 2002, XVII, 192 pp.
- International Financial History in the Twentieth Century. System and anarchy. Washington, D.C. 2003; University Press, Cambridge, 2010,